# Organisations agricoles
 (novembre 2024).
Si vous disposez d'ouvrages ou d'articles de référence ou si vous connaissez des sites web de qualité traitant du thème abordé ici, merci de compléter l'article en donnant les références utiles à sa vérifiabilité et en les liant à la section « Notes et références ».
Les organisations agricoles (en russe : сельскохозяйственные товарищества) sont les entreprises de type société en commandite ou coopérative agricole, héritières de l'ancien concept des kolkhozes et des sovkhozes. Après le démantèlement de l'URSS, nombre de ceux-ci sont passés à ce nouveau statut juridique, ce qui n'a pas empêché leur ruine due à la corruption, l'alcoolisme, l'exode rural.
Quelques rares organisations agricoles florissantes et complètement autonomes (aucune aide de l'État) subsistent près de l'Azerbaïdjan (exploitation des peu nombreuses vignes ayant échappé à la prohibition de Gorbatchev), en Sibérie (blé et résultats de bonnes organisations), dans les régions de Tver, Smolensk et Saint-Pétersbourg (culture de blé et proximité avec les grands centres de décision Moscou et Saint-Pétersbourg).